# Дювивье, Грегориу
Грегориу Байингтон Дювивье (порт. Gregório Duvivier; 11 апреля 1986, Рио-де-Жанейро, Бразилия) — бразильский актёр кино, прозаик, сценарист, поэт, комик. Участник комик-труппы «Porta dos Fundos».

## Биография
Бельгийского происхождения. Родился в семье музыканта и художника Эдгара Дювивье и певицы Оливии Байингтон. С 9 лет учился актёрскому мастерству. За год до поступления в колледж Дювивье присоединился к Марсело Адне , Фернандо Карузо и Марсело Кейроге в комедийном шоу Z.É.- Zenas Emprovisadas. Образование получил в Папском католическом университете Рио-де-Жанейро (Pontifical Catholic University of Rio de Janeiro).
Позже позиционировал себя как атеист.
Снимается в кино с 2006 года. Сыграл в 47 кино- и телефильмах, телесериалах.

## Избранная фильмография
- 2007 — O Sistema
- 2007 — Mandrake
- 2007—2008 — Cilada
- 2008—2010 — Mateus, o Balconista
- 2008 — Casos e Acasos
- 2009 — A Lei e o Crime
- 2009—2012 — A Grande Família
- 2009—2010 — Os Buchas
- 2010 — Chico Xavier
- 2011 — O Homem do Futuro
- 2011 — Heleno
- 2012 — As Brasileiras (сценарий)
- 2012 — Louco por Elas (сценарий)
- 2014 — Пингвины Мадагаскара (дубляж)
- 2016 — Полный расколбас (дубляж)
- 2019 — Невидимая жизнь Эвридики

## Скандал
24 декабря 2019 года в штаб-квартиру продюсера юмористической программы «Porta dos Fundos» неизвестные бросили два «коктейля Молотова». Инцидент был связан с фильмом «Первое искушение Христа», опубликованном на платформе Netflix, где Г. Дювивье изобразил Иисуса Христа с намёками на его гомо-эмоциональные отношения.